# Aquascogoc
Aquascogoc (Aquascogooc), pleme i istoimeno selo iz druge polovice 16. stoljeća na današnjem području okruga Hyde u Sjevernoj Karolini, koje je pripadalo savezu Secotana. Selo su 16. srpnja 1585. spalili Greenvilleovi ljudi.

## Vanjske poveznice
- A- North Carolina Indian Villages, Towns and Settlements
- Roanoke - Timeline